# Sylvie Bernier
Sylvie Bernier (31 de enero de 1964) es una deportista canadiense que compitió en saltos de trampolín.
Participó en los Juegos Olímpicos de Los Ángeles 1984, obteniendo una medalla de oro en la prueba individual. Ganó una medalla de bronce en los Juegos Panamericanos de 1983.

## Palmarés internacional
| Juegos Olímpicos     | Juegos Olímpicos             | Juegos Olímpicos  | Juegos Olímpicos |
| Año                  | Lugar                        | Medalla           | Prueba           |
| -------------------- | ---------------------------- | ----------------- | ---------------- |
| 1984                 | Los Ángeles (Estados Unidos) | Medalla de oro    | Trampolín 3 m    |
| Juegos Panamericanos |                              |                   |                  |
| Año                  | Lugar                        | Medalla           | Prueba           |
| 1983                 | Caracas (Venezuela)          | Medalla de bronce | Trampolín 3 m    |